# Andreas Mauracher
Andreas Mauracher (* 8. Februar 1758 in Kapfing, heute zur Gemeinde Fügen gehörend; † 9. November 1824 ebenda) war ein Tiroler Tischler und Orgelbauer aus dem Zillertal. Er war der Begründer der Fügener Linie der Orgelbauerfamilie Mauracher.

## Leben
Andreas, Sohn aus dritter Ehe von Georg Mauracher (1704–1786), war ein Tischler, der Altäre, Kanzeln und Ähnliches anfertigte. Als offensichtlicher Autodidakt schuf er ungefähr 40 Instrumente, unter anderem auch mehrere Orgeln, die vom Fügener Organisten Michael Lechner gestimmt wurden.
Andreas war mit Elisabeth, geborene Holzmeister, verehelicht. Sein Sohn Karl Mauracher führte den elterlichen Betrieb weiter.

## Werke
| - 1785 in Brixen im Thale, Tirol (Rückpositiv) - 1790 in Thaur, Tirol - 1793 in Leogang, Salzburg - 1795 in Ruhpolding, Oberbayern - 1796 in Ebbs, Tirol - 1798 in Breitenbach am Inn, Tirol (Brüstungspositiv der Pfarrkirche) - 1799 in Absam, Tirol (Pfarrkirche: Umbau, Rückpositivprospekt) | - 1802 in Imsterberg, Tirol (Pfarrkirche) - 1802 in Müstair, Graubünden (Klosterkirche) - 1803 in Mils bei Hall, Tirol - 1803–05 in Mals, Südtirol - 1805 in St. Leonhard im Pitztal, Tirol, Expositurkirche Zaunhof - um 1810 in Ramosch, Graubünden (evang. Kirche) - 1812 in Nauders, Tirol, Pfarrkirche Nauders - 1812 St. Peter in Tanas |

Anm.: Angaben ohne Referenzierung stammen aus dem Oesterreichischen Musiklexikon.